# Robert Comtesse
Robert Comtesse (14 de agosto de 1847 - 17 de novembro de 1922) foi um político da Suíça.
Foi eleito para o Conselho Federal suíço em 14 de dezembro de 1899 e terminou o mandato em 4 de março de 1912.
Foi Presidente da Confederação suíça em 1904 e 1910.